# Jimmy Estacio
Jimmy Estacio est un footballeur colombien et joue en tant que défenseur central. Il a joué avec l'équipe nationale de Colombie des moins de 20 ans au championnat sud-américain des jeunes 2005, que la Colombie a accueilli et a gagné. Il a ensuite disputé la Coupe du monde de football des moins de 20 ans 2005 aux Pays-Bas, allant jusqu'en 8e de finale en perdant face à l'Argentine.